# Gino Tagliapietra
Gino Tagliapietra (né le 30 mai 1887 à Laibach – mort le 8 août 1954 à Venise) est un pianiste et compositeur italien de la première moitié du XXe siècle.

## Biographie
Gino Tagliapietra reçut une formation musicale au Conservatoire Benedetto Marcello de Venise. Il a été l’élève de Julius Epstein à Vienne et de Ferruccio Busoni à Berlin.